# Анцирабе
Анцирабе (на малгашки: Antsirabe) е град в централен Мадагаскар, в провинция Антананариво. Административен център на регион Вакинанкарача, дистрикт Анцирабе I и дистрикт Анцирабе II. Населението на града през 2010 година е около 226 хил. души.

## Побратимени градове
Списък на побратимени градове на Анцирабе:
- Вакоа-Феникс, Мавриций
- Левалуа-Пере, Франция
- Монюсон, Франция
- Ставангер, Норвегия[2]